# Andrei Alexandrowitsch Sujew
Andrei Alexandrowitsch Sujew (russisch Андрей Александрович Зуев; * 18. Mai 1964 in Tscheljabinsk, Russische SFSR, Sowjetunion) ist ein ehemaliger russischer Eishockeytorwart und jetziger -trainer.

## Karriere
Andrei Sujew begann seine Karriere als Eishockeyspieler bei Metallurg Tscheljabinsk sowie Awtomobilist Swerdlowsk, für die er zwischen 1983 und 1991 unter anderem in der Wysschaja Liga, der höchsten sowjetischen Spielklasse, aktiv war. Zur Saison 1991/92 wechselte der Torwart zum HK Traktor Tscheljabinsk, für den er von 1992 bis 1996 in der Internationalen Hockey-Liga zwischen den Pfosten stand. In der Saison 1992/93 wurde er zum besten Spieler der Liga gewählt. Von 1996 bis 1999 lief er für Traktor Tscheljabinsk sowie anschließend ebenfalls drei Jahre lang für deren Stadtnachbarn HK Metschel Tscheljabinsk in der russischen Superliga auf. Zuletzt trat er von 2002 bis 2005 für den HK Traktor Tscheljabinsk in der zweitklassigen Wysschaja Liga auf. Anschließend beendete er seine aktive Karriere im Alter von 41 Jahren.
Von 2008 bis 2010 war Sujew als Assistenztrainer für den HK Traktor Tscheljabinsk in der Kontinentalen Hockey-Liga tätig. Anschließend verbrachte er zwei Jahre als Torwarttrainer bei dessen Ligarivalen OHK Dynamo. Zur Saison 2012/13 wurde er Torwarttrainer beim HK Sokol Krasnojarsk aus der Wysschaja Hockey-Liga, der zweiten russischen Spielklasse.

### International
Für Russland nahm Sujew an den Weltmeisterschaften 1993 und 1995 teil. Zudem stand er im Aufgebot seines Landes bei den Olympischen Winterspielen 1994 in Lillehammer. Bei der WM 1993 gewann er mit seiner Mannschaft die Goldmedaille.

## Erfolge und Auszeichnungen
- 1993 Bester Torwart der Internationalen Hockey-Liga

### International
- 1993 Goldmedaille bei der Weltmeisterschaft